# Pakisztán történelme

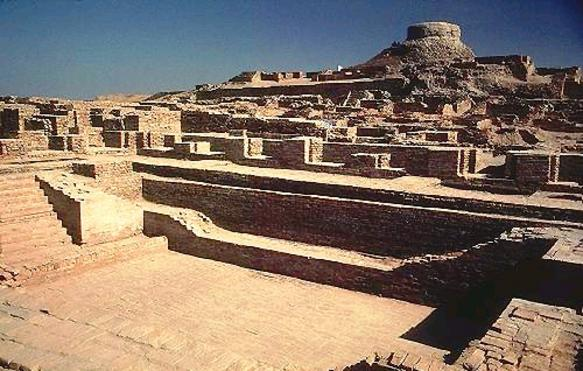
Mohendzsodáro romjai az Indus-völgyi civilizációban

Pakisztán történelme több ezer éves időszakot ölel fel, melyben többek között perzsa, görög hódítás és brit gyarmatosítás helyszíne volt.

## A kezdetek
Az Indus régiója, mely a mai Pakisztán jelentős részét lefedi, több újkőkorszakbeli ősi kultúrának nyújtott otthont (a legjelentősebb Mehrgarh volt), a bronzkorban pedig az Indus-völgyi civilizációknak (Kr. e. 2500-1500), melyek legnagyobb városai Harappa és Mohendzsodáro. A hódítók (perzsák, görögök) és az ide betelepülő népek évszázadokon keresztül itt voltak, és ezalatt a helyi népek életmódjára és kultúrájára is hatással voltak. 
Az Indus-völgyi civilizációk a Kr. e. 2. évezred közepén összeomlottak, és ezután következett a Vedek-civilizáció, mely az Indus és a Gangesz közötti síkságokra terjedt ki.
Az egymást váltó birodalmak és királyságok után Kr. e. 543-ban a Perzsa Birodalom szállta meg a vidéket, amelynek uralmát csak Nagy Sándor tudta megdönteni, Kr. e. 326-ban. A görögöket ezután nem sokkal az indiai Maurja Birodalom követte.

## Iszlám hódítás
712-ben az arab hódítás elérte a területet, és Dél-Pandzsáb egyes részeit az arab birodalomhoz csatolták. A világbirodalom megszűnése után helyi muszlim királyságok uralták a területet (a legjelentősebb a Mogul Birodalom volt). Ebben az időszakban lett a terület lakossága iszlám vallású.

## Brit gyarmatosítás
A Mogul Birodalom hanyatlása lehetőséget adott a környező népeknek (afgánoknak), hogy befolyásukat kiterjesszék erre a területre is, miközben Nagy-Britannia a Brit Kelet-indiai Társaság segítségével megszállta a területet.

## Függetlenség elnyerése
Az első függetlenségi mozgalmak célja az 1930-as években még a muszlim népesség autonómiájának elnyerése volt Indián belül. 1930. december 29-én a mozgalom élére Allama Iqbal került. Muhammad Ali Dzsinnah vezetésével 1940-ben Lahor városában egy felkelés is kirobbant. Az ország végül 1947. augusztus 14-én vált függetlenné két, egymástól több ezer kilométerre lévő területből, Nyugat-Pakisztánból (a mai Pakisztán), és Kelet-Pakisztánból (a mai Banglades).

## A független Pakisztán

Pakisztán 1947-1971 között

Pakisztán függetlenségének elnyerése után rögtön egy háborúba keveredett. 1947–48-ban Indiával lépett háborúba Kasmír régió ellenőrzéséért. Ezután 1965-ben ismét háborúztak egymással. Az 1971-es háborúban Pakisztán elvesztette az ellenőrzést a többségében bengáliak lakta Kelet-Pakisztán felett, ahol indiai támogatással szabadságharc robbant ki (a két területet csak a közös vallás kötötte össze). 1999-ben (miután már Pakisztán és India is atomhatalommá vált) a két ország egy rövid háborút vívott a Kargil körzet ellenőrzéséért. Még ebben az évben a pakisztáni hadsereg Pervez Musarraf vezetésével puccsot hajtott végre, és átvette a hatalmat az országban.
2008-ban és 2013-ban nagy erejű földrengés rázta meg az ország DNy-i részét.

## Fordítás
Ez a szócikk részben vagy egészben  a   History of Pakistan című angol Wikipédia-szócikk fordításán alapul.  Az eredeti cikk szerkesztőit annak laptörténete sorolja fel. Ez a jelzés csupán a megfogalmazás eredetét és a szerzői jogokat jelzi, nem szolgál a cikkben szereplő információk forrásmegjelöléseként.

## Külső hivatkozások
- Pakisztán.lap.hu - linkgyűjtemény